# Modelliermasse
Als Modelliermasse bezeichnet man Materialien, die in der Bildhauerei und im Modellbau im hinzufügenden, antragenden oder additiven Verfahren zur Herstellung von Objekten verwendet werden. Im Gegensatz dazu stehen Materialien, aus denen das Objekt im wegnehmenden, subtraktiven Verfahren gebildet wird, zum Beispiel in der Bearbeitung von Steinen wie Marmor oder dem Herausarbeiten eines Objektes aus einem Holz- oder Polystyrolblock.
Herkömmliche Modelliermassen sind Gips, Ton und Lehm, Knetmasse, Wachs, Pappmaché und Salzteig. Während Gips und Pappmaché selbsthärtende Materialien sind, die ohne weitere Verarbeitung aushärten, muss Lehm beziehungsweise Ton bei 900 bis 1200 Grad Celsius gebrannt werden, um eine harte Struktur zu erhalten (die sogenannte Keramik). Wachs dagegen bleibt weich und kann nicht verfestigt werden. Bei den Knetmassen gibt es solche, die weich bleiben (Knetgummi, Plastilin) und solche, die fest aushärten, entweder an der Luft (z. B. Efaplast, Schubi-Mehl, FIMOair) oder durch Erhitzen im Backofen (Fimo, Salzteig).
Das Aushärten der Modelliermasse gibt dem Objekt eine endgültig feste Form. Nichthärtendes Material kann dagegen wiederverwendet werden, nachdem davon ein Abguss, zum Beispiel ein Bronzeguss, hergestellt wurde. Auch Ton wird häufig nicht gebrannt, sondern nach der Herstellung einer Gussform wiederverwertet.